# Албрехт I фон Бранденбург
Албрехт I или Албрехт Мечката (на немски: Albrecht I. von Brandenburg, Albrecht der Bär, Albrecht von Ballenstedt; Adelbert; * 1100, † 18 ноември 1170) от фамилията Аскани, е маркграф на Северната марка (1134 – 1157), основател на Маркграфство Бранденбург и първият маркграф от 1157 до 1170 г.

## Биография
Той е единственият син на Ото Богатия († 1123), граф на Баленщет, херцог на Саксония, и Айлика († 1142), дъщеря на саксонския херцог Магнус (от род Билунги) и на София Унгарска, дъщеря на унгарския крал Бела I.
През 1134 г. Албрехт Мечката получава земя, след като побеждава на бойното поле славянскиия княз Якса от Кьопеник (Jaxa von Köpenick) при крепостта Бранденбург на река Хафел. От 1134 г. той е маркграф на Нордмарк. Помага на немското източно преселение (Ostkolonisation). От 1138 г. той е също херцог на племенното херцогство Саксония, но не заздравява там позицията си. Той участва заедно с Хайнрих Лъв през 1147 г. в Кръстоносния поход против славяните (против вендите; на немски: Wendenkreuzzug).
На 11 юни 1157 г. на неговата земя той основава Маркграфство Бранденбург и Албрехт Мечката поема управлението. В началото той се наричал маркграф на Бранденбург (Adelbertus Die gratia marchio in Brandenborch) в свидетелството от 3 октомври 1157 г. Затова 1157 г. се счита фактически за годината на основанието на марка Бранденбург.
Албрехт Мечката има следните титли:
- граф на Баленщет (1123 – 1170)
- княз и маркграф на Марка Лужица (1123 – 1131)
- херцог на херцог на племенното херцогство Саксония (1138 – 1142)
- граф на Ваймар-Орламюнде (1134 – 1170)
- маркграф на Нордмарк (1134 – 1157)
- маркграф на Бранденбург (1157 – 1170)

Неговият син Ото I († 8 юли 1184) е от 1170 г. вторият маркграф на маркграфството.

## Семейство
Албрехт е женен от 1125/1126 г. за София фон Винценбург (* 1105; † 6/7 юли 1160), дъщеря на граф Херман I от Винценбург († 1137/38). София умира десет години преди него. Двамата имат три дъщери и седем сина (вероятно те имат тринадесет деца):
- Ото I от Бранденбург (* 1128; † 1184), последва баща си като маркграф на Бранденбург.
- Херман I (* 1130; † 1176), граф на Ваймар-Орламюнде
- Зигфрид I (* 1132; † 1184), архиепископ на Бремен и Бранденбург
- Хедвиг (* 1140; † 1203), ∞ 1147 Ото Богатия (Ветини), маркграф на Майсен
- Адалберт III († 1173), граф на Баленщет, ∞ Аделхайд фон Ветин-Майсен
- Дитрих († 1183), маркграф на Бранденбург, ∞ ок. 1150 Мехтилд от Тюрингия
- Бернхард III (* 1140; † 1212) херцог на Саксония
- Гертруда фон Бранденбург ∞ 1153 Деполд I († 1167), бохемски княз от династията Пршемисловци, син на Владислав I (Бохемия)